# Мостик
Мо́стик (каз. Мостик) — село у складі Бескарагайського району Абайської області Казахстану. Входить до складу Долонського сільського округу.
Населення — 363 особи (2021; 434 у 2009, 602 у 1999, 730 у 1989).
Національний склад станом на 1989 рік:
- росіяни — 46 %
- казахи — 39 %